# Габузян Оганес Єгіазарович
Оганес Єгіазарович Габузян (вірм. Հովհաննես Եղիազարի Գաբուզյան; нар. 19 травня 1995) – вірменський шахіст, гросмейстер від 2012 року.

## Шахова кар'єра
Неодноразово представляв кольори Вірменії на чемпіонатах світу та Європи серед юніорів у різних вікових категоріях, завоювавши чотири срібні медалі (Албена 2011 – ЧЄ до 16 років, Прага 2012 – ЧЄ до 18 років, Марибор 2012 – ЧС до 18 років, Будва 2013 – ЧЄ до 18 років). Двічі брав участь у шахових олімпіадах серед юніорів до 16 років, завоювавши чотири медалі: дві золоті (2010 – у командному заліку, а також в особистому заліку на 3-й шахівниці), а також срібну і бронзову (обидві 2011 року – срібну в командному заліку, а бронзову в особистому заліку на 2-й шахівниці). Багаторазовий призер чемпіонату Вірменії серед юніорів, зокрема тричі золотий, 2009 (до 14 років), 2010 (до 16 років) та 2011 (до 16 років).
Гросмейстерські норми виконав у 2012 році під час чемпіонату Європи в Пловдиві і в Албені. 2014 року переміг на турнірі за швейцарською системою у Варні, а також став чемпіоном Вірменії.
Найвищий рейтинг Ело в кар'єрі мав станом на 1 липня 2014 року, досягнувши 2582 очок займав тоді 11-те місце серед вірменських шахістів.

## Зміни рейтингу
| На цьому місці має відображатися графік чи діаграма, однак з технічних причин його відображення наразі вимкнено. Будь ласка, не видаляйте код, який викликає це повідомлення. Розробники вже працюють для того, щоби відновити штатне функціонування цього графіка або діаграми. | |
| | На цьому місці має відображатися графік чи діаграма, однак з технічних причин його відображення наразі вимкнено. Будь ласка, не видаляйте код, який викликає це повідомлення. Розробники вже працюють для того, щоби відновити штатне функціонування цього графіка або діаграми. |